# Hàm Phong
Thanh Văn Tông (chữ Hán: 清文宗; 17 tháng 7 năm 1831 – 22 tháng 8 năm 1861), Tây Tạng tôn vị Văn Thù Hoàng đế (文殊皇帝), là vị Hoàng đế thứ 9 của triều đại nhà Thanh trong lịch sử Trung Quốc. Ông trị vì từ năm 1850 đến năm 1861, khoảng 11 năm. Cả thời trị vì ông dùng niên hiệu là Hàm Phong (咸豐), nên thường được gọi là Hàm Phong Đế (咸豐帝).
Hàm Phong Đế được đánh giá tuy còn trẻ nhưng chính trị siêng năng, muốn vực dậy cơ đồ Đại Thanh sau thời Đạo Quang Đế nên tiến hành canh tân cải cách quan viên. Ông nhậm hiền đi tà, ý đồ trọng chấn kỷ cương, trọng dụng Tăng Quốc Phiên thuộc Hán quân, sử dụng biện pháp huấn luyện Hán quân đàn áp Thái Bình Thiên Quốc và Niệp quân. Bên cạnh có trọng dụng Túc Thuận, tiêu trừ và trách mắng Mục Chương A đại thần thời cha Đạo Quang. Nhưng lúc này Đại Thanh loạn trong giặc ngoài không ngừng, cuối cùng lấy ký kết một loạt Hiệp ước bất bình đẳng. Hàm Phong triều về sau cũng nhân ý đồ một lần nữa xoay chuyển cục diện đối nội cùng ngoại giao mà mở ra Dương vụ vận động (洋务运动), khuyến khích giao lưu với người Tây Dương.

## Tiểu sử
Hàm Phong Đế tên thật là Ái Tân Giác La Dịch Trữ (爱新觉罗·奕詝), sinh ngày 9 tháng 6 năm Đạo Quang thứ 11 (tức ngày 17 tháng 7, năm 1831) tại Viên Minh Viên ở Bắc Kinh. Ông là con trai thứ tư của Thanh Tuyên Tông Đạo Quang Đế, mẹ là Hiếu Toàn Thành Hoàng hậu Nữu Hỗ Lộc thị, Hoàng hậu thứ hai của Đạo Quang, con gái Nhị đẳng Thị vệ Di Linh, gia thế không hiển hách nhưng nhan sắc mĩ mạo, được Đạo Quang Đế sủng ái nên nhanh chóng được tấn phong. Khi Dịch Trữ được ra đời thì bà còn là Toàn Quý phi.
Theo thứ tự thì Dịch Trữ là Hoàng tứ tử, nhưng lại là con trai lớn nhất của Đạo Quang Đế vì cùng năm đó Hoàng trưởng tử Dịch Vĩ mắc bệnh qua đời ở tuổi 23, Hoàng nhị tử Dịch Cương và Hoàng tam tử Dịch Kế lại mất sớm. Toàn Quý phi sinh con được 2 năm thì Hiếu Thận Thành Hoàng hậu Đông Giai thị qua đời nên bà được sách phong Hoàng quý phi.
Năm Đạo Quang thứ 14 (1834), Hoàng quý phi được lập làm Kế hậu. Vì mẹ làm Hoàng hậu, Hoàng tứ tử Dịch Trữ  trở thành đích tử, thân phận cao quý, cộng thêm tài văn thơ và biết viết lách từ bé nên ông được Đạo Quang Đế coi trọng và sủng ái nhất trong các Hoàng tử. Năm Đạo Quang thứ 20 (1840), ngày 13 tháng 2, Hoàng hậu qua đời, khi ấy Dịch Trữ chỉ mới 10 tuổi nên được cha giao phó cho Hoàng quý phi Bát Nhĩ Tế Cát Đặc thị (trước đó là Tĩnh Quý phi) nuôi dạy.
Tĩnh Quý phi có con trai là Dịch Hân, Hoàng tử thứ sáu của Đạo Quang Đế, kém Dịch Trữ 2 tuổi. Do đó, Dịch Trữ cùng Dịch Hân được nuôi lớn cùng nhau, bản thân Dịch Trữ cũng gọi Tĩnh Quý phi là Ngạch nương, cách gọi của mẹ ruột của người Mãn. Dịch Trữ cùng Dịch Hân, hai anh em xem nhau như ruột thịt, cùng một mẹ nuôi dưỡng về sau lại chính là quay ra giằng xé nhau tranh đoạt vị trí Trữ quân.

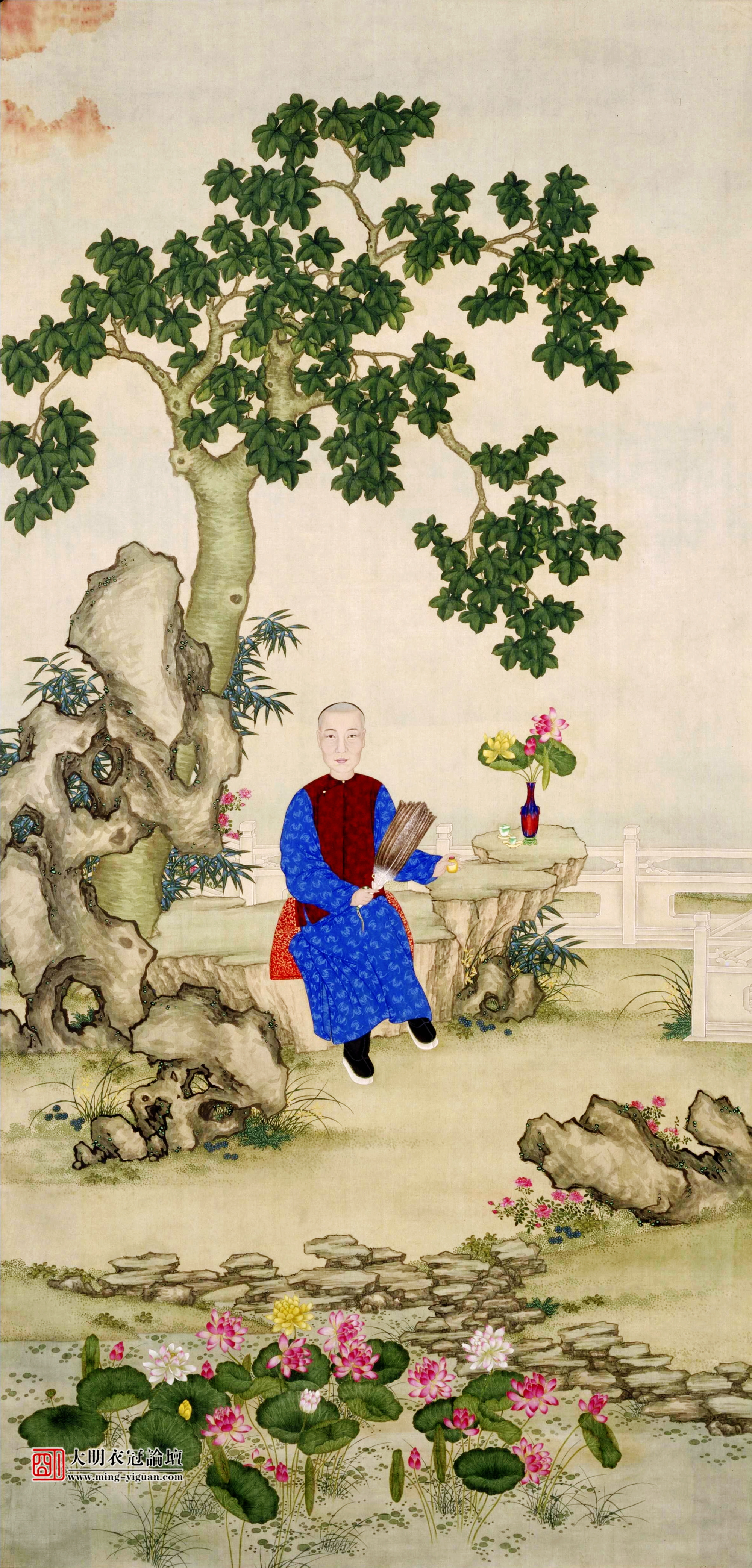
Dịch Trữ khi mặc thường phục

Khi thành niên, cả hai đều ở Thượng Thư phòng đọc sách. Dịch Trữ bắt đầu đọc sách từ năm 6 tuổi, sớm hơn Dịch Hân 1 năm, sư phó là Đỗ Thụ Điền, dạy dỗ tận tâm tận lực, trút hết tâm huyết. Sử sách ghi nhận lại: "Thụ Điền sớm chiều dạy bảo, tất lấy chính đạo, đã hơn 10 năm". Khi còn là Hoàng tử, Dịch Trữ thường đi săn ở Nam Uyển, trong lúc rượt đuổi đàn thú thì ngã ngựa bị thương ở cổ. Tuy Thượng tứ viện y sĩ đã ra sức trị liệu cho ông, nhưng về sau Dịch Trữ vẫn tàn tật, hành động không tiện. Khi còn nhỏ, ông từng mắc bệnh đậu mùa nhưng qua khỏi, trên mặt còn lưu lại vết mặt rỗ.
Ngược lại, em trai ông là Dịch Hân có vẻ xuất sắc hơn Dịch Trữ, sư phó là Trác Bỉnh Điềm (卓秉恬). Sử ghi lại, Dịch Hân thân thể cực tốt, đầu óc thông minh, thư văn không tồi, giỏi võ công và săn bắn. Dịch Hân hay giao thiệp với người Tây Dương, biệt danh Dương tử lục, điều này trở thành mối nghi kị đối với Đạo Quang vì ông không thích người Tây, mặc dù vẫn công nhận tài năng hiếm của Dịch Hân. Dù không giỏi bằng em mình, Dịch Trữ luôn thể hiện sự hiếu đạo, nhân hậu, nên được Đạo Quang Đế ưa thích. Chưa kể vì mất mẹ từ nhỏ nên Đạo Quang rất thương Dịch Trữ.
Năm Đạo Quang thứ 26 (1847), ông quyết định chọn Hoàng tứ tử Dịch Trữ làm Trữ quân. Lúc này Dịch Trữ được 16 tuổi.
Năm thứ 30 (1850), tháng giêng, khi đang hấp hối, Đạo Quang Đế soạn di chiếu sai đại thần đồng tôn làm Hoàng thái tử. Ngày 14 tháng giêng, Đạo Quang Đế không khỏe, triệu Tông Nhân phủ Tông lệnh Tái Thuyên (载铨), Ngự tiền Đại thần Tái Viên (载垣), Đoan Hoa (端华), Tăng Cách Lâm Thấm (僧格林沁), Quân cơ đại thần Mục Chương A (穆彰阿), Tái Hướng A (赛冲阿), Tổng quản Nội vụ Phủ đại thần Văn Khánh (文庆) công khai mở mật dụ, công bố chiếu thư lập Trữ, chính thức lập Hoàng tứ tử Dịch Trữ làm Hoàng thái tử. Cũng đồng thời ban cho Hoàng lục tử Dịch Hân tước vị Cung Thân vương (恭亲王).
Năm Đạo Quang thứ 30 (1850), ngày 25 tháng 2, buổi trưa, Đạo Quang Đế băng hà tại Thuận Đức đường (慎德堂) ở Viên Minh Viên. Dựa theo Đại Thanh chế độ, Tự Hoàng đế Dịch Trữ ngày đó buổi chiều hộ tống Đại Hành Hoàng đế di thể đến bên trong Càn Thanh cung của Tử Cấm Thành.

## Trị vì
Năm Đạo Quang thứ 30 (1850), ngày 9 tháng 3, Thái tử Dịch Trữ lên ngôi, cải niên hiệu là Hàm Phong, lấy năm sau (1851) làm năm Hàm Phong nguyên niên.
Tân Hoàng đế Hàm Phong lên ngôi năm 19 tuổi, được xem là trẻ tuổi so với các Hoàng đế đời trước. Vừa lên ngôi, Hàm Phong Đế phải đương đầu không chỉ với các thách thức đối nội, mà còn chứng kiến lãnh thổ Trung Quốc bắt đầu chịu sự xâm nhập mạnh mẽ của các đế quốc phương Tây.

### Củng cố nội trị

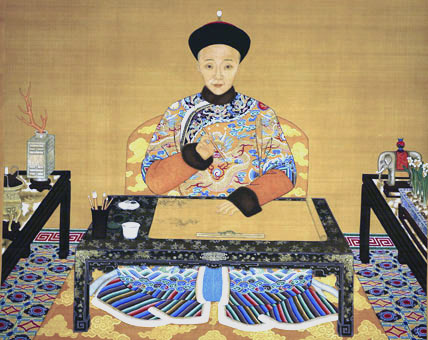
Hàm Phong Đế ngự Long bào đọc sách.

Hàm Phong Đế tuổi trẻ lên ngôi, quyết chí rửa sạch sẽ Quân cơ xứ, phân công cải cách phái quan viên ảnh hưởng chính trị, lại cấc nhắc nhiều quan liêu từ tầng lớp Hán quân kỳ. Theo Thanh Văn Tông thật lục (清文宗实录) cho thấy, lúc này công tác cực kỳ chăm chỉ, mỗi ngày đều có rất nhiều chỉ dụ hạ đạt, trong đó không ít là tự tay viết châu phê, chu dụ, thậm chí Quân cơ Đại thần cũng trở nên rảnh tay vì không phải đụng đến tấu chương. Sau khoảng 8 tháng lên ngôi, Hàm Phong Đế bãi miễn Quân cơ đại thần Mục Chương A, lại bãi miễn Kỳ Anh (耆英), đây đều là theo phái chủ hòa. Sau khi lên ngôi, vì muốn hòa hoãn với Cung thân vương Dịch Hân, Hàm Phong Đế cũng trao cho Dịch Hân chức vụ Quân cơ Đại thần, về sau dần tìm cớ bãi miễn, củng cố hoàng quyền cho bản thân. Sau khi bãi miễn Chủ hòa phái, Hàm Phong Đế sau đó liền đưa người của mình vào Quân cơ Đại thần. Ông lệnh cho Túc Thuận (肃顺) cải cách quan viên phe phái, chính trị cục diện thực hành chỉnh đốn. Túc Thuận cầm quyền, lấy thủ đoạn mạnh mẽ, cứng rắn phương thức đối mặt với cơ chế quan liêu hủ bại từ thời Càn Long đến nay qua Gia Khánh - Đạo Quang lưỡng triều, nghiêm khắc đả kích tham ô hủ bại, nghiêm trị không làm tròn trách nhiệm thất trách, nghiêm túc quan trường chính phong. Túc Thuận giải quyết triệt để Mậu Ngọ khoa trường án (戊午科场案), đem Nhất phẩm đại quan Bách Tuấn (柏葰) xử tử, đem đến một thời gian quan trường tàn hại sau thời Càn Long đổi sang một trang mới.
Vào ngay khi ông lên ngôi, Đại Thanh đã đối mặt với Thái Bình Thiên Quốc do Hồng Tú Toàn cầm đầu vào giữa thế kỷ 19, lại có thêm Niệp quân hoạt động ở phía bắc Trường Giang chống lại chính quyền. Năm Hàm Phong thứ 3 (1853), khởi nghĩa Thái Bình Thiên Quốc tạm được dẹp loạn do Hàm Phong cử một vài vị tướng quan trọng tham gia cuộc chiến chống quân Thái Bình Thiên Quốc, trong đó có Tăng Quốc Phiên và Tăng Cách Lâm Thấm. Năm thứ 4 (1854), là cuộc bạo loạn do người H'Mông, hay còn gọi là người Miêu khởi xướng tại Vân Nam. Năm thứ 6 (1856), bắt đầu nổi dậy phong trào ly khai của người Hồi (回) theo Hồi giáo (còn gọi là cuộc nổi dậy Panthay) ở Vân Nam, cùng năm đó diễn ra Chiến tranh nha phiến lần thứ hai. Cũng năm thứ 6 ấy, nhân Thái Bình Thiên Quốc nội loạn, Hàm Phong Đế dựa vào dân tộc Hán địa chủ Tăng Quốc Phiên, Tả Tông Đường cùng Lý Hồng Chương hợp lực dập tắt Thái Bình Thiên Quốc vận động.
Lúc này bộ Hộ thiếu thốn, Thanh triều đình lệnh phát hành tiền mặt, lại dấy lên vấn nạn lạm phát kinh hoàng. Mà nghiệp quan thừa cơ cấu kết, "Xâm chiếm tham ô", "Cự thu mua để", từ giữa kiếm chác lợi nhuận kếch xù, dân chúng rơi vào cảnh khốn khó do hậu quả cải cách tiền lệ thất bại cùng sự chèn ép của các hộ nhà giàu. Năm Hàm Phong thứ 8 (1858), Túc Thuận chuyển công tác Hộ bộ Thượng thư, quyết tâm chỉnh đốn tài chính tệ nạn kéo dài lâu ngày.

### Nhưỡng ngoại thất lợi
Khi Hàm Phong Đế bận đối phó Thái Bình Thiên Quốc, thì Anh Pháp lại nhăm nhe nhúng chàm Đại Thanh.
Năm Hàm Phong thứ 4 (1854), Anh, Pháp và Mỹ đưa ra Tu ước (修约) yêu cầu và bị cự tuyệt. Vào năm thứ 6 (1856), lực lượng liên quân Anh-Pháp lại một lần nữa chống đối Thanh triều, viện cớ Á La Hào sự kiện (亚罗号事件; The Arrow Incident) chiếm Quảng Châu, nhưng bị đánh lui.
Năm Hàm Phong thứ 8 (1858), Anh, Pháp, Mỹ cùng Nga liên quân đến Thiên Tân đàm phán, lại gợi nên cái gọi là Tu ước. Hàm Phong dụ Trực Lệ Tổng đốc là Đàm Đình Tương "lấy di chế di", đối Nga rất tốt, còn Mỹ nghĩ cách ràng buộc, đối Pháp khuyến dụ, đối Anh nghiêm khắc chất vấn. Đàm Đình Tương phụng chỉ hành sự, nhưng là không có thành công. Anh Pháp liền công chiếm Đại Cô Khẩu pháo đài (大沽口炮台), bức tới Thiên Tân. Hàm Phong Đế điều Quế Lương, Hoa Sa Nạp nghị hòa, cùng Anh-Mỹ-Pháp-Nga phân biệt ký kết: Trung-Anh Thiên Tân điều ước (中英天津条约); Trung-Mỹ Thiên Tân điều ước (中美天津条约); Trung-Pháp Thiên Tân điều ước (中法天津条约) và Trung-Nga Thiên Tân điều ước (中俄天津条约). Điều ước hàng mẫu tấu lên, Hàm Phong Đế thập phần phẫn nộ, nhưng là không thể không phê chuẩn. Cường quốc không thỏa mãn với 《Thiên Tân điều ước》 quy định quyền lợi, có ý định một lần nữa khơi mào chiến tranh. Hàm Phong Đế tăng mạnh phòng ngự cho Đại Cô Khẩu. Năm thứ 9 (1859), Anh-Pháp liên quan khi đang có ý định khơi mào thì bị đánh bại. Hàm Phong Đế thấy Đại Cô Khẩu thắng lợi, hủy 《Thiên Tân điều ước》. Rồi sau đó, Anh-Pháp điều binh khiển tướng, chuẩn bị xâm lược lần nữa.

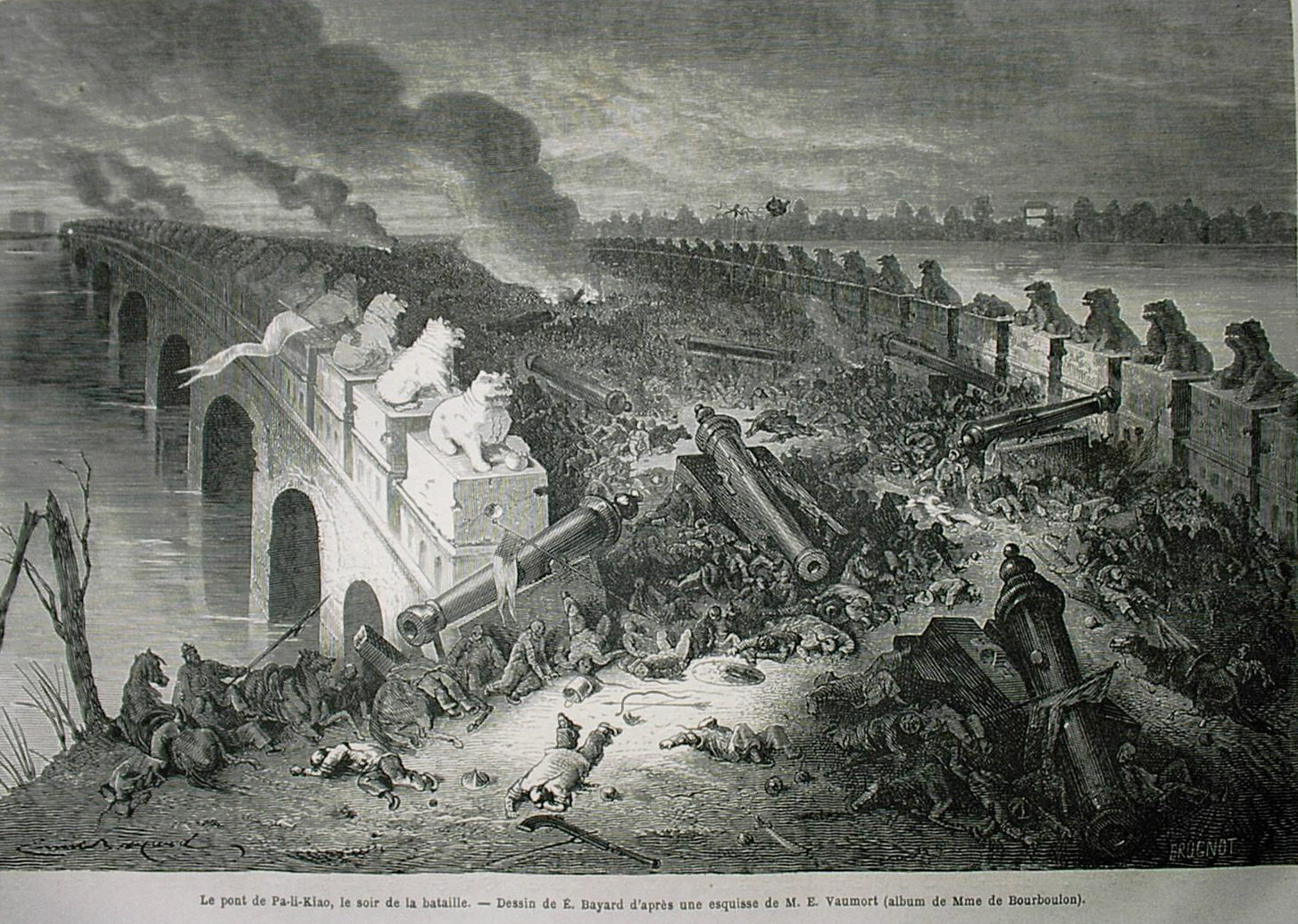
Cầu Bát Lý, đêm diễn ra trận đánh, tranh vẽ bởi Émile Bayard.

Năm Hàm Phong thứ 10 (1860), mùa xuân, Anh-Pháp liên hoa xâm quân chiến lược. Tháng 6, hướng Đại Cô Khẩu tiến công. Hàm Phong Đế chỉ dụ: "Thiên hạ căn bản, không ở cửa biển, mà ở kinh sư.". Tháng 7, tiến công Bắc Đường. Ở thúc quân Thanh cùng Anh-Pháp liên quân chiến đấu kịch liệt, thế nhưng Hàm Phong Đế lại lệnh quân Thanh Thống soái lui lại, Đại Cô Khẩu lại lần nữa luân hãm. Ngày 1 tháng 8, Anh-Pháp đến ngoại hải Thiên Tân. Ngày 18 tháng 9, tại quận Thông Châu quân xâm lược Anh-Pháp đụng độ và xảy ra trận chiến quyết liệt với đội quân Mông Cổ do Tăng Cách Lâm Thấm chỉ huy trước khi tiến đánh vùng ngoại ô thành phố Bắc Kinh. Ngày 21 tháng 9, 10.000 tướng sĩ của đội quân, bao gồm nhiều tướng sĩ tài giỏi xuất chúng đã bại trận, hơn 1.200 người bị lực lượng Anh-Pháp giết bằng vũ khí hỏa lực trong Trận Bát Lý Kiều (diễn ra trên cầu Bát Lý). Sau đó, liên quân Anh-Pháp đánh chiếm Bắc Kinh vào 6 tháng 10 năm ấy. Hàm Phong Đế vội sai Di Thân vương Tái Viên, cùng Binh bộ Thượng thư Mục Khấm làm Khâm sai đại thần đến Thông Châu nghị hòa. Dẫu vậy, Anh-Pháp liên quan vẫn quyết liệt tiến đến Bắc Kinh. Sử gọi Canh Thân lỗ biến (庚申虏变).
Tháng 9, Hàm Phong Đế cùng Hoàng tộc phải rời Tử Cấm Thành đến Thừa Đức để lánh nạn. Ông cử Cung Thân vương Dịch Hân thay mặt ông đến đàm phán, kí kết Bắc Kinh điều ước (北京条约) cùng quyết định phê chuẩn lại Thiên Tân điều ước năm nào. Nhưng kết cục mối quan hệ với quân Anh-Pháp rạn nứt khi Harry Smith Parkes bị bắt giam ngay trong cuộc đàm phát ngày 18 tháng 9.
Ngày 18 tháng 10, liên quân Anh-Pháp liên tiếp bắn phá Viên Minh viên và Di Hòa viên, khiến Viên Minh viên bị phá hủy hoàn toàn, còn Di Hòa viên bị hư hại nặng. Nghe tin Viên Minh viên xa hoa tráng lệ bị đốt phá, Hàm Phong Đế cảm thấy nhục nhã và đau buồn khôn xiết. Ông bắt đầu lạm dụng rượu và thuốc phiện khiến sức khỏe ngày càng suy sụp.
Dưới thời Hàm Phong Đế, Trung Quốc mất đi một phần vùng đất Mãn Châu vào tay Đế quốc Nga. Theo Điều ước Ái Hồn (瑷珲条约) (1858), được kí kết lại ngay trận Bắc Kinh thất thủ, lãnh thổ giữa dãy núi Stanovoy và sông Amur phải nhượng lại cho Nga, và tương tự khu vực phía Đông của sông Ussuri theo Hiệp ước Bắc Kinh (北京條約) (1860). Sau Hiệp ước, người Nga đặt tên lãnh thổ vừa sáp nhập là thành phố Vladivostok.

### Trú tại Nhiệt Hà

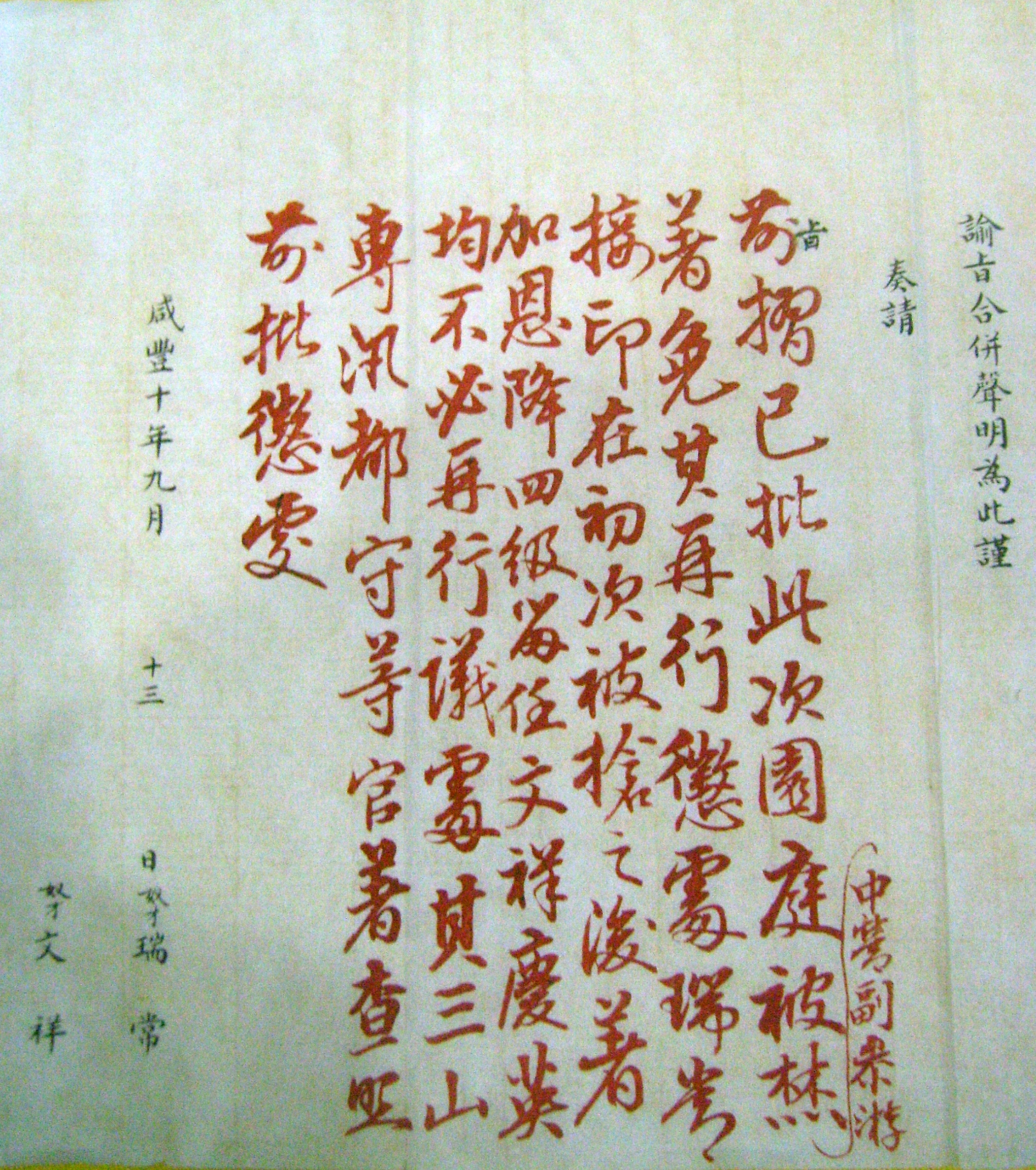
Ngự phê của Hàm Phong Đế

Trong lúc đàm phán với cường quốc Châu Âu, Hàm Phong Đế cùng Hoàng thất cũng như các cận thần trong triều lấy cớ đi săn bắn để trốn sang Nhiệt Hà, khi ấy ông đã yếu sức, sau thất bại ở Bắc Kinh thì cũng không còn khả năng trị quốc. Hàm Phong Đế cũng có vài lần ý định hồi loan, nhưng nghe thiệt hại ở Bắc Kinh, cùng với việc dần rất thích Nhiệt Hà mà ở lại đây luôn.
Có truyền thuyết kể lại, Hàm Phong Hoàng đế tuổi trẻ vốn đam mê tửu sắc, trong Viên Minh viên tìm thấy loại xuân dược ông hay dùng. Ngoài tam cung lục viện, ông còn đặt ra "Ngũ Xuân Chi Sủng" (五春之宠) trong vườn gồm có: Thiên Địa Nhất Gia Xuân (天地一家春), tẩm cung của Ý Quý phi Diệp Hách Na Lạp thị, và 4 chữ "Xuân" khác là Hạnh Hoa Xuân (杏花春), Vũ Lăng Xuân (武陵春), Hải Đường Xuân (海棠春), Mẫu Đơn Xuân (牡丹春), đều là nơi ở của mĩ nữ Hán tộc. Tương truyền theo gia pháp nhà Thanh, người Hán được phép nhập cung và ban danh phận rất ít, Hoàng đế phải ưu tiên các cô gái Mãn Châu nên Hán nữ trong vườn được Hàm Phong sủng hạnh đều không phong hiệu. Tuy vậy, số lượng mĩ nữ nhiều vô số kể, trong đó có cả ca kỹ và góa phụ. Ông thường xuyên tổ chức xem cải lương múa hát, uống rượu hoang dâm cùng các mĩ nữ phi tần. Điều này làm ông hao tổn sức khỏe đáng kể, sau thừa kế ngai vàng gặp nhiều biến cố quốc gia đại sự nên ông càng sa vào cơn nghiện nha phiến.
Bên cạnh Hàm Phong Đế lúc này, Túc Thuận được trọng dụng hơn cả, ông khuyên Hàm Phong nên ở Nhiệt Hà, còn mọi việc có Cung Thân vương Dịch Hân đám người xử lý. Cung Thân vương thấy Hàm Phong Đế chậm chạp hồi kinh, lại thỉnh thoảng nghe tin báo từ Nhiệt Hà rằng Hoàng đế ngày một yếu sức nên rất khẩn trương, nhiều lần đệ đơn xin đến Nhiệt Hà vì lo ngại ảnh hưởng của Túc Thuận. Tấu chương của Cung Thân vương bị Túc Thuận quấy nhiễu, bởi vậy mâu thuẫn giữa Cung Thân vương và Túc Thuận trở nên rất gay gắt.

### Băng hà
Năm Hàm Phong thứ 11 (1861), ngày 15 tháng 7, khi ở tẩm cung Tị Thử Sơn Trang, Hàm Phong Đế không khỏe.
Sang ngày thứ 16, Hàm Phong Đế triệu Di Thân vương Tái Viên, Trịnh Thân vương Đoan Hoa (端华), Túc Thuận, Cảnh Thọ (景寿), Mục Ấm (穆荫), Khuông Nguyên (匡源), Đỗ Hàn (杜翰) cùng Tiêu Hữu Doanh (焦祐瀛) thị hầu. Trên giường bệnh, Hoàng đế ra chỉ lập Hoàng trưởng tử Tải Thuần làm Hoàng thái tử, cùng lệnh 8 người bọn họ thị hầu giúp đỡ Tân đế sự vụ, đấy chính là Cố mệnh Bát đại thần (顾命八大臣). Trước khi bệnh hồ đồ, Hàm Phong Đế trao cho Hoàng hậu Nữu Hỗ Lộc thị một con dấu Ngự thưởng (御赏), trao cho Thái tử con dấu Đồng Đạo đường (同道堂), do mẹ sinh của Thái tử là Ý Quý phi Diệp Hách Na Lạp thị giữ do Thái tử mới 5 tuổi.
Ngày 17 tháng 7 (tức ngày 22 tháng 8 dương lịch), Hàm Phong Hoàng đế băng hà ở Tị Thử Sơn trang tẩm cung, thọ 30 tuổi. Miếu hiệu của ông là Văn Tông (文宗), thụy hiệu sau khi mất của ông là Hiệp Thiên Dực Vận Chấp Trung Thùy Mô Mậu Đức Chấn Vũ Thánh Hiếu Uyên Cung Đoan Nhân Khoan Mẫn Trang Kiệm Hiển Hoàng đế (協天翊運執中垂謨懋德振武聖孝淵恭端仁寬敏莊儉顯皇帝). Ông được an táng tại Định lăng, thuộc Thanh Đông lăng.

## Gia đình
| \| \| \| \| \| \| \| \| \| \| \| \| \| \| \| \| \| \| \| \| Thế Tông Hiến hoàng đế Dận Chân \| \| \| \| \| \| \| \| \| \| \| \| \| \| \| \| \| \| \| \| \| \| \| \| \| \| \| \| \| \| \| \| \| \| \| \| \| \| \| \| \| \| \| \| \| \| \| \| \| \| \| \| \| \| Cao Tông Thuần hoàng đế Hoằng Lịch \| \| \| \| \| \| \| \| \| \| \| \| \| \| \| \| \| \| \| \| \| \| \| \| \| \| \| \| \| \| \| \| \| \| \| \| \| \| \| \| \| \| \| \| \| \| \| \| \| \| \| \| \| \| Hiếu Thánh Hiến hoàng hậu Nữu Hỗ Lộc thị \| \| \| \| \| \| \| \| \| \| \| \| \| \| \| \| \| \| \| \| \| \| \| \| \| \| \| \| \| \| \| \| \| \| \| \| \| \| \| \| \| \| \| \| \| \| \| \| \| \| \| \| \| \| Nhân Tông Duệ hoàng đế Vĩnh Diễm \| \| \| \| \| \| \| \| \| \| \| \| \| \| \| \| \| \| \| \| \| \| \| \| \| \| \| \| \| \| \| \| \| \| \| \| \| \| \| \| \| \| \| \| \| \| \| \| \| \| \| \| \| \| Nội quản lĩnh Ngụy Thanh Thái \| \| \| \| \| \| \| \| \| \| \| \| \| \| \| \| \| \| \| \| \| \| \| \| \| \| \| \| \| \| \| \| \| \| \| \| \| \| \| \| \| \| \| \| \| \| \| \| \| \| \| \| \| \| Hiếu Nghi Thuần hoàng hậu Ngụy Giai thị \| \| \| \| \| \| \| \| \| \| \| \| \| \| \| \| \| \| \| \| \| \| \| \| \| \| \| \| \| \| \| \| \| \| \| \| \| \| \| \| \| \| \| \| \| \| \| \| \| \| \| \| \| \| Dương Giai thị \| \| \| \| \| \| \| \| \| \| \| \| \| \| \| \| \| \| \| \| \| \| \| \| \| \| \| \| \| \| \| \| \| \| \| \| \| \| \| \| \| \| \| \| \| \| \| \| \| \| \| \| \| \| Tuyên Tông Thành hoàng đế Mân Ninh \| \| \| \| \| \| \| \| \| \| \| \| \| \| \| \| \| \| \| \| \| \| \| \| \| \| \| \| \| \| \| \| \| \| \| \| \| \| \| \| \| \| \| \| \| \| \| \| \| \| \| \| \| \| Hỉ Tháp Lạp Thường An \| \| \| \| \| \| \| \| \| \| \| \| \| \| \| \| \| \| \| \| \| \| \| \| \| \| \| \| \| \| \| \| \| \| \| \| \| \| \| \| \| \| \| \| \| \| \| \| \| \| \| \| \| \| Thừa Ân công Hòa Nhĩ Kinh Ngạch \| \| \| \| \| \| \| \| \| \| \| \| \| \| \| \| \| \| \| \| \| \| \| \| \| \| \| \| \| \| \| \| \| \| \| \| \| \| \| \| \| \| \| \| \| \| \| \| \| \| \| \| \| \| Lý Giai thị \| \| \| \| \| \| \| \| \| \| \| \| \| \| \| \| \| \| \| \| \| \| \| \| \| \| \| \| \| \| \| \| \| \| \| \| \| \| \| \| \| \| \| \| \| \| \| \| \| \| \| \| \| \| Hiếu Thục Duệ Hoàng hậu Hỉ Tháp Lạp thị \| \| \| \| \| \| \| \| \| \| \| \| \| \| \| \| \| \| \| \| \| \| \| \| \| \| \| \| \| \| \| \| \| \| \| \| \| \| \| \| \| \| \| \| \| \| \| \| \| \| \| \| \| \| Vương Giai thị \| \| \| \| \| \| \| \| \| \| \| \| \| \| \| \| \| \| \| \| \| \| \| \| \| \| \| \| \| \| \| \| \| \| \| \| \| \| \| \| \| \| \| \| \| \| \| \| \| \| \| \| \| \| Văn Tổng Hiển hoàng đế \| \| \| \| \| \| \| \| \| \| \| \| \| \| \| \| \| \| \| \| \| \| \| \| \| \| \| \| \| \| \| \| \| \| \| \| \| \| \| \| \| \| \| \| \| \| \| \| \| \| \| \| \| \| Trú Tàng tướng quan Nữu Hỗ Lộc Thành Đức \| \| \| \| \| \| \| \| \| \| \| \| \| \| \| \| \| \| \| \| \| \| \| \| \| \| \| \| \| \| \| \| \| \| \| \| \| \| \| \| \| \| \| \| \| \| \| \| \| \| \| \| \| \| Khinh xa Đô úy, Cương Liệt Nhị đẳng nam Mục Khắc Đăng Bố \| \| \| \| \| \| \| \| \| \| \| \| \| \| \| \| \| \| \| \| \| \| \| \| \| \| \| \| \| \| \| \| \| \| \| \| \| \| \| \| \| \| \| \| \| \| \| \| \| \| \| \| \| \| Vinh Hi Tam đẳng Thừa Ân công Di Linh \| \| \| \| \| \| \| \| \| \| \| \| \| \| \| \| \| \| \| \| \| \| \| \| \| \| \| \| \| \| \| \| \| \| \| \| \| \| \| \| \| \| \| \| \| \| \| \| \| \| \| \| \| \| Hiếu Toàn Thành hoàng hậu Nữu Hỗ Lộc thị \| \| \| \| \| \| \| \| \| \| \| \| \| \| \| \| \| \| \| \| \| \| \| \| \| \| \| \| \| \| \| \| \| \| \| \| \| \| \| \| \| \| \| \| \| \| \| \| \| \| \| \| \| \| Ô Nhã thị \| \| \| \| \| \| \| \| \| \| \| \| \| \| \| \| \| \| \| \| \| \| \| \| \| \| \| \| \| \| \| \| \| \| \| \| \| \| \| \| \| \| \| \| \| \| \| \| \| \| \| \| |                                                          |  |  |  |  |  |  |  |  |  |  |  |  |  |  |  |
| |                                                          |  |  |  |  |  |  |  |  |  |  |  |  |  |  |  |
| | Thế Tông Hiến hoàng đế Dận Chân                          |  |  |  |  |  |  |  |  |  |  |  |  |  |  |  |
| |                                                          |  |  |  |  |  |  |  |  |  |  |  |  |  |  |  |
| |                                                          |  |  |  |  |  |  |  |  |  |  |  |  |  |  |  |
| | Cao Tông Thuần hoàng đế Hoằng Lịch                       |  |  |  |  |  |  |  |  |  |  |  |  |  |  |  |
| |                                                          |  |  |  |  |  |  |  |  |  |  |  |  |  |  |  |
| |                                                          |  |  |  |  |  |  |  |  |  |  |  |  |  |  |  |
| | Hiếu Thánh Hiến hoàng hậu Nữu Hỗ Lộc thị                 |  |  |  |  |  |  |  |  |  |  |  |  |  |  |  |
| |                                                          |  |  |  |  |  |  |  |  |  |  |  |  |  |  |  |
| |                                                          |  |  |  |  |  |  |  |  |  |  |  |  |  |  |  |
| | Nhân Tông Duệ hoàng đế Vĩnh Diễm                         |  |  |  |  |  |  |  |  |  |  |  |  |  |  |  |
| |                                                          |  |  |  |  |  |  |  |  |  |  |  |  |  |  |  |
| |                                                          |  |  |  |  |  |  |  |  |  |  |  |  |  |  |  |
| | Nội quản lĩnh Ngụy Thanh Thái                            |  |  |  |  |  |  |  |  |  |  |  |  |  |  |  |
| |                                                          |  |  |  |  |  |  |  |  |  |  |  |  |  |  |  |
| |                                                          |  |  |  |  |  |  |  |  |  |  |  |  |  |  |  |
| | Hiếu Nghi Thuần hoàng hậu Ngụy Giai thị                  |  |  |  |  |  |  |  |  |  |  |  |  |  |  |  |
| |                                                          |  |  |  |  |  |  |  |  |  |  |  |  |  |  |  |
| |                                                          |  |  |  |  |  |  |  |  |  |  |  |  |  |  |  |
| | Dương Giai thị                                           |  |  |  |  |  |  |  |  |  |  |  |  |  |  |  |
| |                                                          |  |  |  |  |  |  |  |  |  |  |  |  |  |  |  |
| |                                                          |  |  |  |  |  |  |  |  |  |  |  |  |  |  |  |
| | Tuyên Tông Thành hoàng đế Mân Ninh                       |  |  |  |  |  |  |  |  |  |  |  |  |  |  |  |
| |                                                          |  |  |  |  |  |  |  |  |  |  |  |  |  |  |  |
| |                                                          |  |  |  |  |  |  |  |  |  |  |  |  |  |  |  |
| | Hỉ Tháp Lạp Thường An                                    |  |  |  |  |  |  |  |  |  |  |  |  |  |  |  |
| |                                                          |  |  |  |  |  |  |  |  |  |  |  |  |  |  |  |
| |                                                          |  |  |  |  |  |  |  |  |  |  |  |  |  |  |  |
| | Thừa Ân công Hòa Nhĩ Kinh Ngạch                          |  |  |  |  |  |  |  |  |  |  |  |  |  |  |  |
| |                                                          |  |  |  |  |  |  |  |  |  |  |  |  |  |  |  |
| |                                                          |  |  |  |  |  |  |  |  |  |  |  |  |  |  |  |
| | Lý Giai thị                                              |  |  |  |  |  |  |  |  |  |  |  |  |  |  |  |
| |                                                          |  |  |  |  |  |  |  |  |  |  |  |  |  |  |  |
| |                                                          |  |  |  |  |  |  |  |  |  |  |  |  |  |  |  |
| | Hiếu Thục Duệ Hoàng hậu Hỉ Tháp Lạp thị                  |  |  |  |  |  |  |  |  |  |  |  |  |  |  |  |
| |                                                          |  |  |  |  |  |  |  |  |  |  |  |  |  |  |  |
| |                                                          |  |  |  |  |  |  |  |  |  |  |  |  |  |  |  |
| | Vương Giai thị                                           |  |  |  |  |  |  |  |  |  |  |  |  |  |  |  |
| |                                                          |  |  |  |  |  |  |  |  |  |  |  |  |  |  |  |
| |                                                          |  |  |  |  |  |  |  |  |  |  |  |  |  |  |  |
| | Văn Tổng Hiển hoàng đế                                   |  |  |  |  |  |  |  |  |  |  |  |  |  |  |  |
| |                                                          |  |  |  |  |  |  |  |  |  |  |  |  |  |  |  |
| |                                                          |  |  |  |  |  |  |  |  |  |  |  |  |  |  |  |
| | Trú Tàng tướng quan Nữu Hỗ Lộc Thành Đức                 |  |  |  |  |  |  |  |  |  |  |  |  |  |  |  |
| |                                                          |  |  |  |  |  |  |  |  |  |  |  |  |  |  |  |
| |                                                          |  |  |  |  |  |  |  |  |  |  |  |  |  |  |  |
| | Khinh xa Đô úy, Cương Liệt Nhị đẳng nam Mục Khắc Đăng Bố |  |  |  |  |  |  |  |  |  |  |  |  |  |  |  |
| |                                                          |  |  |  |  |  |  |  |  |  |  |  |  |  |  |  |
| |                                                          |  |  |  |  |  |  |  |  |  |  |  |  |  |  |  |
| | Vinh Hi Tam đẳng Thừa Ân công Di Linh                    |  |  |  |  |  |  |  |  |  |  |  |  |  |  |  |
| |                                                          |  |  |  |  |  |  |  |  |  |  |  |  |  |  |  |
| |                                                          |  |  |  |  |  |  |  |  |  |  |  |  |  |  |  |
| | Hiếu Toàn Thành hoàng hậu Nữu Hỗ Lộc thị                 |  |  |  |  |  |  |  |  |  |  |  |  |  |  |  |
| |                                                          |  |  |  |  |  |  |  |  |  |  |  |  |  |  |  |
| |                                                          |  |  |  |  |  |  |  |  |  |  |  |  |  |  |  |
| | Ô Nhã thị                                                |  |  |  |  |  |  |  |  |  |  |  |  |  |  |  |
| |                                                          |  |  |  |  |  |  |  |  |  |  |  |  |  |  |  |
| |                                                          |  |  |  |  |  |  |  |  |  |  |  |  |  |  |  |

- Thân phụ: Thanh Tuyên Tông Đạo Quang Hoàng đế.
- Thân mẫu: Hiếu Toàn Thành Hoàng hậu Nữu Hỗ Lộc thị (孝全成皇后鈕祜祿氏, 24 tháng 3, 1808 - 13 tháng 2, 1840), Hoàng hậu thứ hai của Đạo Quang Đế.
- Dưỡng mẫu: Khang Từ Hoàng Thái hậu Bát Nhĩ Tề Cát Đặc thị (康慈皇太后博爾濟吉特氏, 19 tháng 6, 1812 - 21 tháng 8, 1855), Hoàng quý phi của Đạo Quang Đế.

### Hoàng hậu

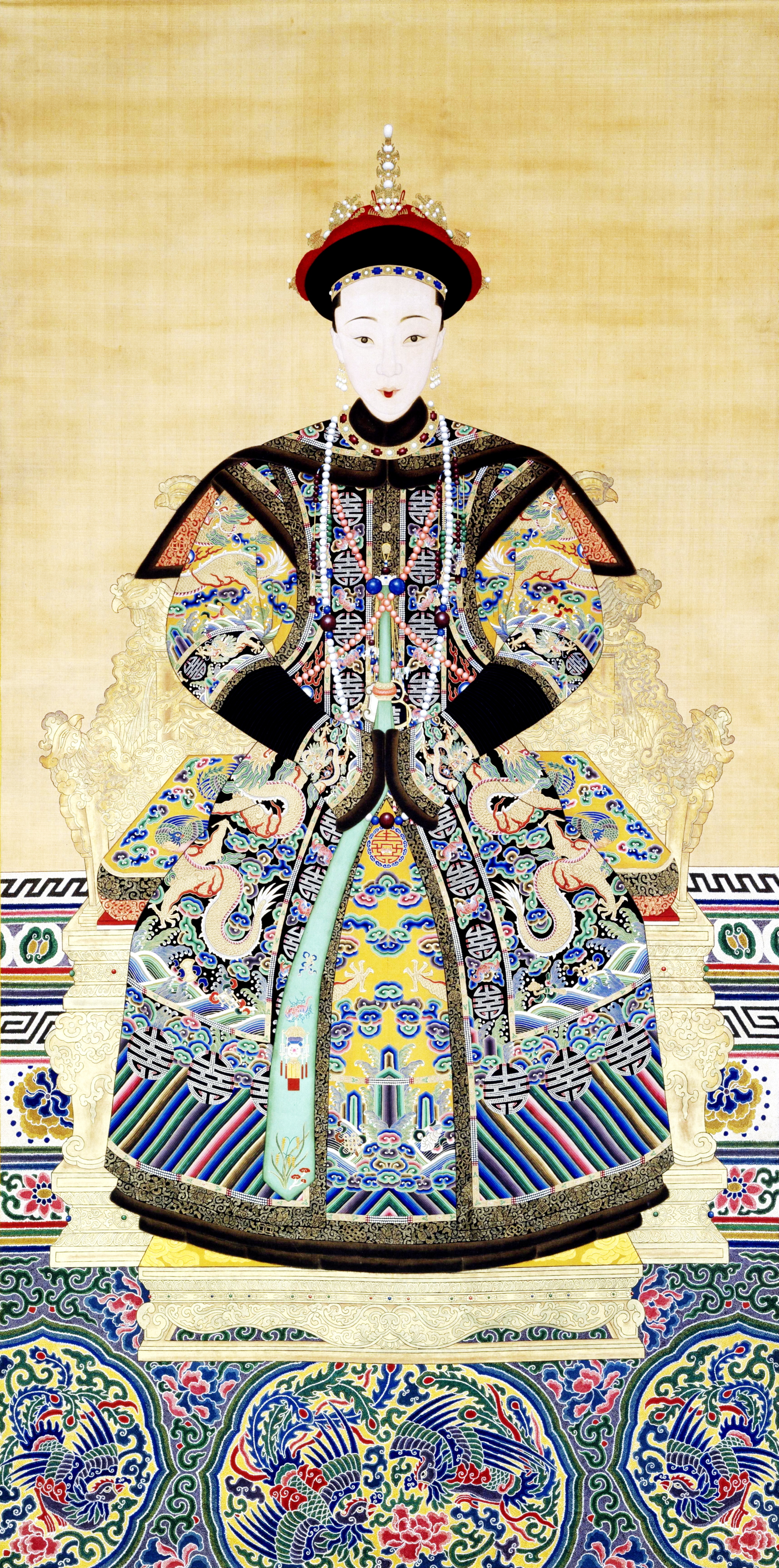
Hiếu Đức Hiển Hoàng hậu Tát Khắc Đạt thị

- Hiếu Đức Hiển Hoàng hậu Tát Khắc Đạt thị (12 tháng 4 năm 1831 - 24 tháng 1 năm 1850), cha là Phú Thái (富泰). Xuất thân từ Mãn Châu Tương Lam kỳ. Nguyên là Phúc tấn của Hàm Phong khi ông còn là Hoàng tử. Qua đời trước khi Hàm Phong kế vị.

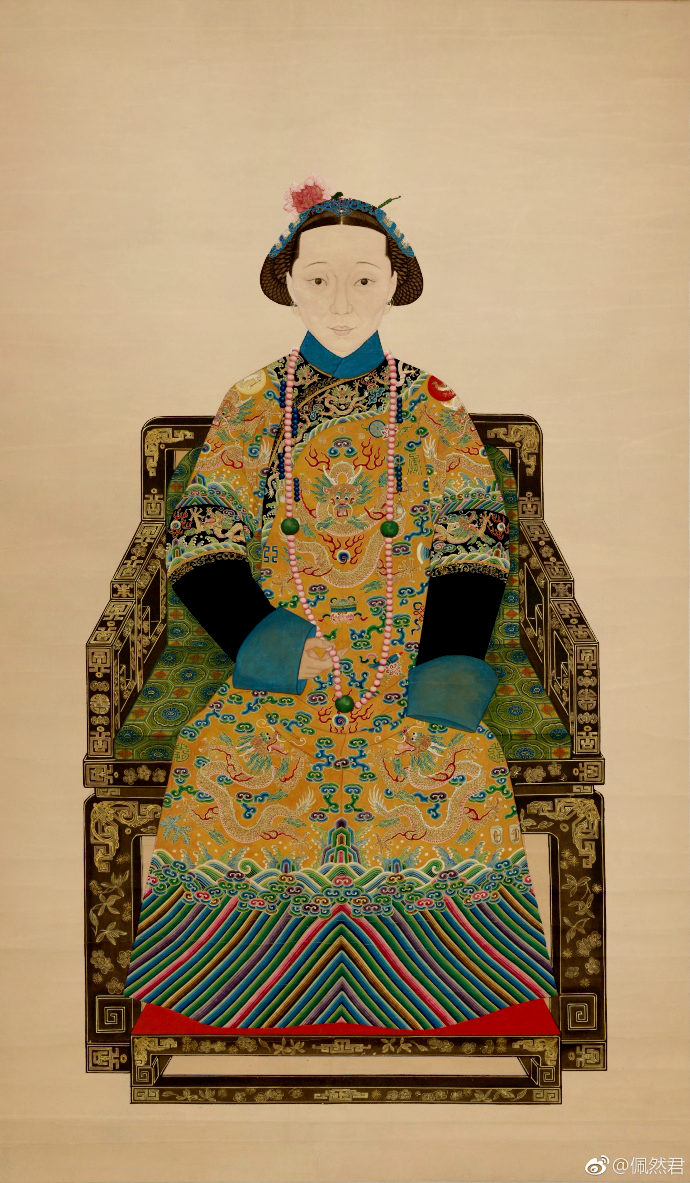
Hiếu Trinh Hiển Hoàng hậu Nữu Hỗ Lộc thị

- Hiếu Trinh Hiển Hoàng hậu Nữu Hỗ Lộc thị (12 tháng 8 năm 1837 - 8 tháng 4 năm 1881), là con gái của Mục Dương A (穆楊阿), xuất thân từ Mãn Châu Tương Hoàng kỳ. Từ vị Trinh tần (貞嬪), phong lên Quý phi (貴妃) rồi Hoàng hậu. Thời Đồng Trị, được tôn làm Mẫu hậu Hoàng thái hậu (母后皇太后), tôn hiệu Từ An Hoàng thái hậu (慈安皇太后).

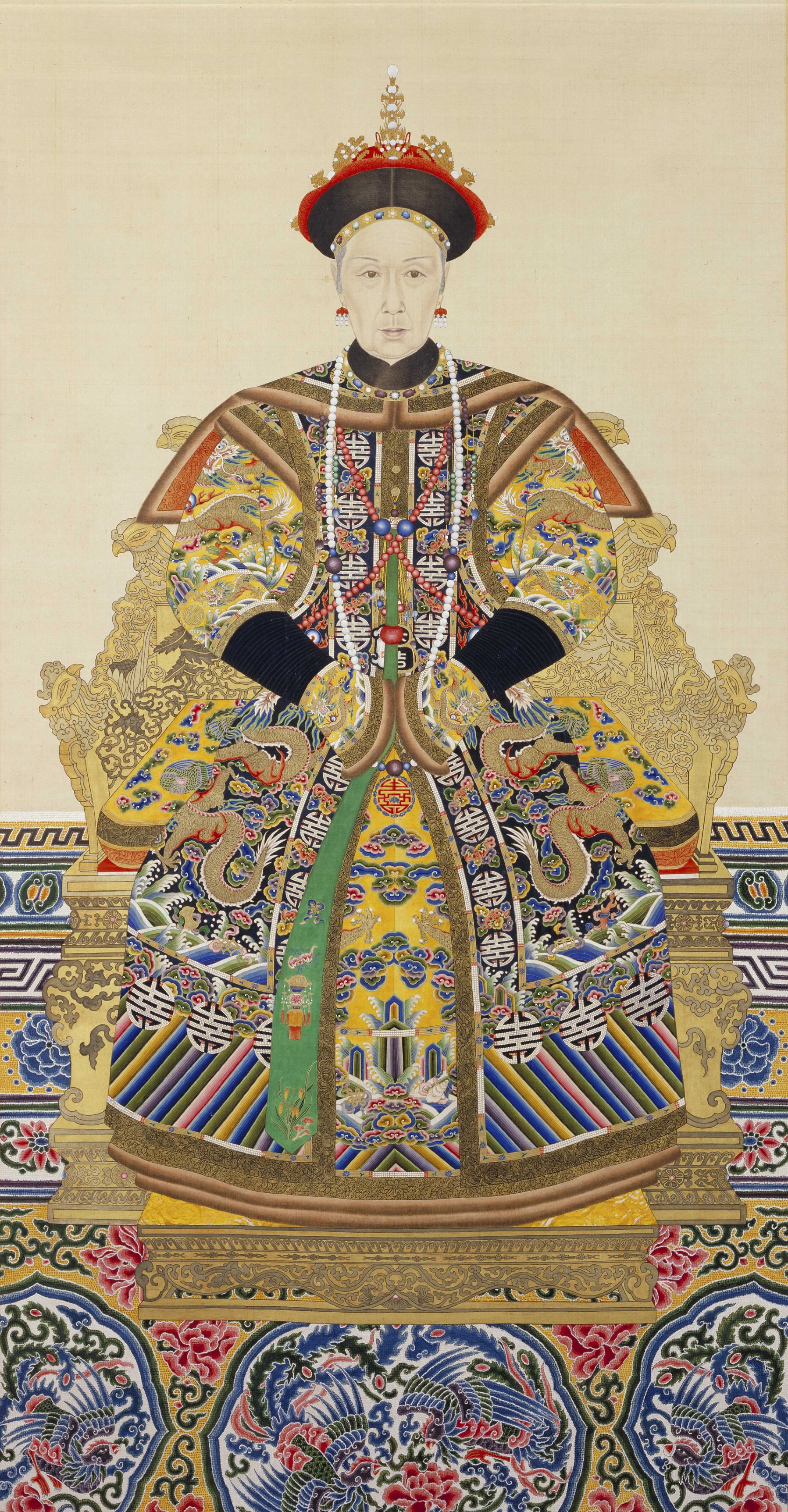
Hiếu Khâm Hiển Hoàng hậu Diệp Hách Na Lạp thị

- Hiếu Khâm Hiển Hoàng hậu Diệp Hách Na Lạp thị (29 tháng 11 năm 1835 - 15 tháng 11 năm 1908), cha là Huệ Trưng (惠徵). Xuất thân từ Mãn Châu Tương Lam kỳ. Nhập cung sách phong Lan Quý nhân (蘭貴人). Năm Hàm Phong thứ 7 (1857), tấn Ý Quý phi  (懿貴妃), là đệ nhất sủng phi trong hậu cung của Hàm Phong Đế. Thời Đồng Trị, được tôn làm Thánh mẫu Hoàng thái hậu (聖母皇太后), tôn hiệu Từ Hi Hoàng thái hậu (慈禧皇太后). Thời Tuyên Thống, được tôn làm Thái Hoàng thái hậu, tôn hiệu Từ Hi Thái Hoàng thái hậu
  - Thanh Mục Tông Tải Thuần (載淳, 27 tháng 4 năm 1856 - 12 tháng 1 năm 1875).

### Phi tần
- Hoàng quý phi
  - Trang Tĩnh Hoàng quý phi Tha Tha Lạp thị (1837 - 1890), cha là Chủ sự Khánh Hải (慶海). Bà nhập cung được sách phong Lệ Quý nhân (麗貴人). Năm 1854, tiến phong Lệ tần (麗嬪) rồi Lệ phi (麗妃). Sinh Vinh An Cố Luân Công chúa. Thời Đồng Trị, được tôn làm Lệ Hoàng quý phi (麗皇貴妃). Thời Quang Tự, được tấn tôn làm Lệ Hoàng quý thái phi (麗皇貴太妃).
  - Đoan Khác Hoàng quý phi Đông Giai thị (1844 - 1910), là con gái của Nhất đẳng Thị vệ Dụ Tường (裕祥). Nhập cung sơ phong Kỳ tần (祺嫔). Thời Đồng Trị, tấn tôn làm Hoàng khảo Kỳ phi (皇考祺妃). Thời Quang Tự, tấn tôn làm Hoàng khảo Kỳ Quý phi (皇考祺贵妃). Tuyên Thống Đế tấn tôn làm Kỳ Hoàng quý thái phi (祺皇贵太妃).
- Quý phi
  - Mân Quý phi Từ Giai thị (1835 - 1890), cha là Lĩnh thôi Thành Ý (誠意). Nhập cung sơ phong Mân Thường tại (玟常在), từng bị phế làm Quan nữ tử nhưng được cái vị. Bà được  tấn tôn làm Hoàng khảo Mân phi (皇考玫妃) rồi sau đó là Hoàng khảo Mân Quý phi (皇考玫貴妃) dưới thời Đồng Trị. Qua đời trước Trang Tĩnh Hoàng quý phi 7 ngày và cùng được an táng tại Định lăng Phi Viên Tẩm. Sinh ra Mẫn Quận vương.
  - Uyển Quý phi Tác Xước Lạc thị (1835 - 1894), cha là Tả đô Ngự sử Khuê Chiếu (奎照). Nhập cung sơ phong Quý nhân, sau thăng Uyển tần (婉嬪). Sau khi mất, được Đồng Trị tấn tôn làm Hoàng khảo Uyển phi (皇考婉妃). Năm 1874, bà tiếp tục được tấn tôn làm Uyển Quý phi (婉貴妃).
- Phi
  - Lục phi Na Lạp thị (1841 - 1895), con gái của Chủ sự Toàn Văn (全文). Có phong hiệu Võ Lăng Xuân (武陵春); là một trong Tứ Xuân nương nương (四春娘娘) của Hàm Phong Đế, phong Quý nhân; Thời Đồng Trị, tôn Lục tần (璷), thời Quang Tự phong Lục phi (璷妃).
  - Hi phi Sát Cáp Lạp thị (? - 1877). Một trong Tứ Xuân nương nương, có phong hiệu Hải Đường Xuân (海棠春). Sơ phong Quý nhân. Thời Đồng Trị, phong Hi tần (禧嬪), thời Quang Tự phong Hi phi (禧妃).
  - Cát phi Vương thị (? - 1905). Một trong Tứ Xuân nương nương, phong hiệu Mẫu Đơn Xuân (牡丹春). Sơ phong Quý nhân. Thời Đồng Trị, phong Cát tần (吉嬪), thời Quang Tự phong Cát phi (吉妃)
  - Khánh phi Trương thị (? - 1885). Một trong Tứ Xuân nương nương, phong hiệu Hạnh Hoa Xuân (杏花春). Sơ phong Quý nhân. Thời Đồng Trị, phong Khánh tần (慶嬪), thời Quang Tự phong Khánh phi (慶妃)
- Tần
  - Vân tần Võ Giai thị (武佳氏) (? - 1855), cha là Tá lĩnh Võ Đức (武德). Xuất thân Chính Hoàng kỳ Bao y của Nội vụ phủ. Nhập tiềm để của Hàm Phong Đế làm Cách cách, nhưng được đãi ngộ như Trắc Phúc tấn. Sơ phong Vân Quý nhân (云貴人). Năm 1852, tấn làm Vân tần (云嫔). Qua đời sớm, không có con.
  - Dung tần Y Nhĩ Căn Giác La thị (? - ?)
  - Thục tần Diệp Hách Na Lạp thị (1840 - 1874), con gái của Viên ngoại lang Quế Tường (桂祥). Xuất thân Mãn Châu Chính Bạch kỳ. Năm 1655, ngày 7 tháng 2, phong Quý nhân. 1 năm sau ban phong hiệu Thục Quý nhân (璹贵人). Thời Đồng trị, tôn Thục tần (璹嫔).
  - Ngọc tần Diệp Hách Na Lạp thị (1843 - 1862), là con gái của Viên ngoại lang Quế Tường (桂祥), Em gái của Thục tần. Năm 1658, phong Ngọc Quý nhân (玉贵人), tháng 3 nhập cung. Thời Đồng trị, tôn Ngọc tần (玉嫔).
- Thường tại
  - Bình Thường tại Y Nhĩ Căn Giác La thị (? - ?). Ban đầu được sách phong Anh Quý nhân (英贵人) rồi Anh tần (英嫔). Năm 1856, giáng làm Y Đáp ứng (伊答應), năm 1857 chiếu tấn Thường tại.
  - Xuân Thường tại Minh Am thị (? - ?)
  - Hâm Thường tại Đới thị (? - ?)

### Hậu duệ
- Con trai
  1. Tải Thuần (載淳; 1856 - 1875), mẹ là Hiếu Khâm Hiển Hoàng hậu, kế vị trở thành Đồng Trị Đế tức Mục Tông Nghị Hoàng Đế
  2. Hoàng nhị tử (1858 - 1858), mẹ là Mân Quý phi, chết yểu. Được truy phong làm Mẫn Quận vương (悯郡王)
- Con gái 
  1. Vinh An Cố Luân Công chúa (1855 - 1875), mẹ là Trang Tĩnh Hoàng quý phi, tuy không phải đích nữ do Hoàng hậu sinh nhưng Hàm Phong Đế vẫn đặc cách phong làm Cố Luân Công chúa (固伦公主) thay vì Hòa Thạc Công chúa (和硕公主). Tháng 8 năm 1873, thành thân với Phù Trân (符珍) thuộc bộ tộc Qua Nhĩ Giai thị
- Con nuôi
  1. Vinh Thọ Cố Luân Công chúa (1854 - 1924), con gái của Cung Thân vương Dịch Hân. Sau khi cha bà giúp Từ Hi Thái hậu đoạt quyền, Thái hậu nhận nuôi bà, ban phong hiệu Cố Luân Công chúa
  2. Tải Điềm (載湉, 1871 - 1908), con trai của Thuần Hiền Thân vương Dịch Hoàn và người vợ là Diệp Hách Na Lạp Uyển Trinh, em gái Từ Hi Thái hậu. Năm 1875, được Từ Hi Thái hậu nhận làm con nuôi để chính thức kế vị sau khi Tải Thuần băng hà, trở thành Quang Tự Đế tức Đức Tông Cảnh Hoàng Đế